# چارلز کالینگ‌وود
چارلز کالینگ‌وود (انگلیسی: Charles Collingwood؛ زادهٔ ۳۰ مهٔ ۱۹۴۳) بازیگر  کانادایی-بریتانیایی است.
از فیلم‌ها یا مجموعه‌های تلویزیونی که وی در آن‌ها نقش داشته است، می‌توان به بلور تاریک، آدمکشان میدسامر و پوآرو اشاره نمود.